# Hexacarbonyle de chrome
L'hexacarbonyle de chrome est un composé chimique de formule Cr(CO)6. C'est un solide combustible blanc cristallisé pratiquement insoluble dans l'eau qui tend à se décomposer à partir d'environ 130 °C et de façon explosive lorsqu'il est chauffé rapidement au-dessus de 210 °C.
Il s'agit d'un carbonyle de métal, constitué de six ligands carbonyle –C≡O formant un complexe avec un atome de chrome, respectant la règle des 18 électrons, stable à l'air libre, mais très volatil et se sublimant rapidement. La molécule présente une géométrie octaédrique, avec des liaisons Cr–C et des triples liaisons C≡O longues respectivement de 191 pm et 114 pm.
Tout comme d'autres carbonyles de métal homoleptiques, tels que tétracarbonyle de nickel et le pentacarbonyle de fer, l'hexacarbonyle de chrome est toxique, et probablement cancérogène.
Chauffé ou photolysé dans une solution de tétrahydrofurane (THF), le Cr(CO)6 donne du Cr(CO)5(THF), avec substitution d'un ligand carbonyle. De même, le chauffage d'une solution de Cr(CO)6 dans un solvant aromatique C6H5R conduit au remplacement de trois ligands carbonyle :
Cr(CO)6 + 3 C6H5R → Cr(CO)3(C6H5R)3 + 3 CO.
Ce type de réactions fonctionne particulièrement bien avec des arènes riches en électrons tels que l'anisole, comme réactif pur ou en utilisant un mélange de THF et d'éther dibutylique, ce dernier afin d'augmenter la température d'ébullition du mélange. Ces composés adoptent une structure semi-sandwich dite en « tabouret de piano ». Il s'agit typiquement de solides jaunes très solubles dans les solvants organiques. Les arènes peuvent être dissociés du chrome avec du diiode I2 ou par photolyse à l'air libre.